# Канак, Каан
Каан Канак (тур. Kaan Kanak; 6 октября 1990 года, Йозгат) — турецкий футболист, играющий на позиции защитника.

## Клубная карьера
Каан Канак начинал свою карьеру футболиста в клубе «Анкарагюджю». 15 августа 2009 года он дебютировал в турецкой Суперлиге, выйдя в основном составе в домашнем матче с «Манисаспором». Первую половину 2010 года Канак на правах аренды провёл за команду турецкой Второй лиги «Бугсашспор», первую половину 2011 года — за клуб Третьей лиги «Хатайспор», а вторую — за команду Третьей лиги «Инегёльспор».
В конце августа 2014 года Каан Канак перешёл в клуб Суперлиги «Эскишехирспор». 22 февраля 2015 он забил свой первый гол на высшем уровне, ставший единственным и победным в домашнем поединке против «Бешикташа». По итогам сезона 2015/16 «Эскишехирспор» вылетел из Суперлиге, и следующие два года Канак провёл с командой в Первой лиге. Летом 2018 года он перешёл в клуб Суперлиги «Аланьяспор».